# 塩田剛三
塩田 剛三（しおだ ごうぞう、1915年（大正4年）9月9日 - 1994年（平成6年）7月17日）は、東京府四谷区（現・東京都新宿区四谷）出身の武道（合気道）家である。合気道の流派養神館合気道設立者。本名・塩田剛（しおだ たけし）。身長154cm、体重46kgと小柄な体格ながら「不世出の達人」と評され、「現代に生きる達人」「生ける伝説」とも謳われた。

## 略歴
医師・塩田清一の次男として生まれる。自伝によると父は小児科医として名高く、貧しい人からは治療費を取らず、金持ちからはがっちり頂いていたという。また軍人や政治家とも親交が深く、様々な知己を得ていたという。かなり裕福な家庭に育ち、不自由は何一つなかった。新宿区立四谷第六小学校時代から剣道・柔道を習い、旧制東京府立第六中学校（現・東京都立新宿高等学校）5年時には講道館柔道三段位を取得していた。
1932年（昭和7年）、18歳の頃、塩田の父親から相談を受けた府立六中校長の誘いで、植芝盛平が営む植芝道場を見学に訪問。その時期の塩田は武道の腕前を上げ慢心を見せ始めており、植芝と門下生の稽古も内心「インチキじゃないか」と思いながら眺めていたという。そこへ植芝自ら塩田に「そこの方、やりませんか」と声をかけ、1対1の稽古をしないかと誘ってきた。塩田はその申し出を受けて事実上の立ち会いに臨み、植芝へいきなり前蹴りを放った。すると一瞬で壁まで投げ飛ばされ、驚嘆した塩田は即日入門を決意。植芝の門下生となった。塩田は晩年に受けたインタビューの中で、この植芝との立ち会いのことを「投げられた時に頭をしたたかに打ちましてね。私より小さなお爺さんに何をされたのかも分からず、閉口してしまったわけです。その場で手をついて、弟子にして下さいと言いましたよ」と述懐している。これ以後、内弟子時代も含めて約8年間、植芝の下で修行に励んだ。その後拓殖大学を卒業している。
1941年（昭和16年）から、親交の深かった畑俊六の秘書として台湾、中国、ボルネオ島など各地に派遣され、それぞれの地で勤務の傍ら合気道の普及に努めた。自伝によるとかなりの高給取りであり、若かったこともあって様々な遊びを行っていたことも告白されている。塩田は軍部からの要請に当初戸惑っていたが、植芝から「塩田さん。今のあなたは何処へ行っても、誰とやっても負けません。安心して引き受ければ良い」と言われ、日本国外での職務に尽力する決意をしたという。1946年（昭和21年）に帰国し、茨城県岩間町に居を構えていた植芝の下で、再び修行に打ち込んだ。この時期、田中清玄に誘われて秘書となり、またストライキに悩まされていた日本鋼管に出向し社員・警備員に合気道を指導している。
1954年（昭和29年）7月、ライフ・エクステンション（長寿会）主催の「日本総合古武道大会」において演武を披露し、同大会最優秀賞を受賞。翌1955年（昭和30年）、田中清玄秘書時代に培った財産や政財界の人脈の後押しを受け、会派養神館合気道を立ち上げ合気道養神会を結成、道場を新宿区筑土八幡に設立した。
1961年（昭和36年）、植芝より合気道九段（当時最高位）の免状を受ける。植芝より直々に授与される免状は、これが最後になる。この後、1983年（昭和58年）には、国際武道院より範士号を、 1985年（昭和60年）には国際武道院より合気道十段を、1988年（昭和63年）には国際武道院より合気道名人位を授与された。
1990年（平成2年）全日本養神館合気道連盟、国際養神会合気道連盟を設立。国内だけでなく海外まで養神館合気道の普及を進めていった。
1994年（平成6年）7月17日、死去。78歳没。

## 人物
柔道家・木村政彦は、拓殖大学の後輩に当たる。増田俊也の著書『木村政彦はなぜ力道山を殺さなかったのか』によると、「塩田は木村よりも先に拓殖大学予科に入学していたが、2年間の内弟子生活で休学していたため同期として授業を受けていた」とされている。青年時代の木村はその実力から『拓大最強の男』と呼ばれ、「腕相撲では負けた事が無い」と豪語していた。それを聞いた塩田は腕相撲で木村に挑戦し、3回対戦して2回勝利したという。ただし木村はこの話を否定しており、「実際は塩田さんとは10回以上やって全敗した」と述べている。
また極真会館創設者・大山倍達も拓殖大学の後輩に当たり、その大山と共に太気拳創始者・澤井健一が養神館本部道場に見学に訪れたこともある。ただし拓殖大学学務課や学友会によると、大山が拓大に在籍していた事実は無いという証言もある。
漫画『グラップラー刃牙』に登場する柔術家・渋川剛気のモデルとなった人物として知られる。これは作者の板垣恵介が、塩田の内弟子であった三枝誠の自衛隊時代の友人であった縁から、生前の塩田と親交があったことに由来している。また板垣は、塩田の自伝「合気道人生」において、本名の板垣博之名義で挿絵を担当している。
板垣は、著書『板垣恵介の格闘士列伝』で塩田の人となりについて、「才気のカタマリ」「爆笑した顔に狂気を感じた」「体中が地雷原のような人」などと評している。板垣が島田道男の道場で島田と立ち合って惨敗し、塩田がその話を板垣本人から聞かされた際には、爆笑してその場を立ち去った後「その程度で済んで運がよかったと思え。二度と遊び半分の軽い気持ちで立ち合いに臨むな」と苦言を弟子に言付けたという。この言葉について板垣は「俺のところに道場破りに来たらその程度じゃ済まさないぞ、ということなのだろう」と語っていた。
師・植芝盛平とその息子吉祥丸との関係については、養神館設立に当たって何も言わずに岩間を去ったため、しばらくしこりを残していたという。
植芝の演武を塩田が見に行ったり会って話すことはあり、植芝が本格的に体調を崩してから塩田は見舞いにも行っている。

## 合気道家として
塩田は合気道の理合について、師・植芝が宗教用語や古語を用いた難解・抽象的な説明を行っていたのに対して、「中心力」「スピード・タイミング」と言った用語を使った平易な解説を心がけていた。また短期間で合気道の基本的な動きを身に付けられるよう、高弟である井上強一と共に、6種の基本動作と構えを編纂・制定した。
自らの技について塩田は、「実戦では当身が七分で技（投げ）三分」というモットーを植芝の教えとして度々語っていた。演武会においても、投技や組技だけでなく、相手の喉を指一本で突いて悶絶させたり、後ろからタックルしてきた相手に肩をぶつけて吹き飛ばすといった、多彩な当身技を披露している。
「呼吸力を出すためには足の親指を地面に食い込ませるように立たなくてはならない」という持論を持ち、高弟だった安藤毎夫の証言によれば、塩田が靴を履いた状態で玉砂利の上を歩いたときの足跡は親指にあたる部分が特にへこんでいたという。
植芝の門下生になった後、塩田は反射神経を鍛えるため、水槽の中を泳ぐ金魚の動きに合わせて左右に動くという訓練を8年間に渡って続けていた。その結果、塩田は超人的な反射神経と集中力を体得、視界から消えるとまで評された体捌きを完成させたと言う。反射神経にまつわる逸話は多く、自動車にはねられそうになった瞬間無傷でかわしてのけたという証言も残っている。
一方、超人的としか表現のしようがない塩田の演武について「あんな事が出来るはずがない。ヤラセではないか」と非難する意見が上がるが、セミナーなどで実際に塩田と手を合わせた者からは、その技に対する否定的な意見は少ない。格闘家・岩倉豪は、ボクシングジム入門２年目頃に参加したセミナーで塩田に挑戦し、本気で殴りかかるも投げ飛ばされて左肩を外されており、この時のことを「あれは超能力でもやらせでもなく、人体の構造を理解した本当の技術だ」と振り返っている。
1962年（昭和37年）に養神館を表敬訪問したロバート・ケネディ夫妻の前で行った演武では、塩田の強さを疑ったケネディの申し出によって同行していたボディーガードと手合せを行い、これを圧倒している（この時の様子は映像にも記録されている）。ケネディは後年、この時の様子について、「私のボディーガードがその小柄な先生に立ち向かっていったところ、まるで蜘蛛がピンで張り付けられたように、苦もなく取り押さえられた。その後でボディーガードは 『今朝は食事をしてこなかったものですから』と言ってはいたが、食事をしてきたら勝てたとは言わなかった」と回顧録「自由の旗の下に」に記している。
ある時、弟子に「合気道で一番強い技はなんですか？」と聞かれた塩田は、「それは自分を殺しに来た相手と友達になることさ」と答えたという。塩田自身は『日常、それ即ち武道』を信条としており、普段普通に道を歩いている時でも一切の隙が無かったと言われているが、生前弟子に対して「人が人を倒すための武術が必要な時代は終わった。そういう人間は自分が最後でいい。これからは和合の道として、世の中の役に立てばよい」と語り、護身術としての武道の意義を説いていた。

## 関連書籍など
- 合気道人生（自著）
- 合気道修行（自著）
- 合気道基本技全書（塩田剛三監修・塩田泰久編）
- 養神館合気道技術全集（DVD）

（その他、多数）